# Juan Mates

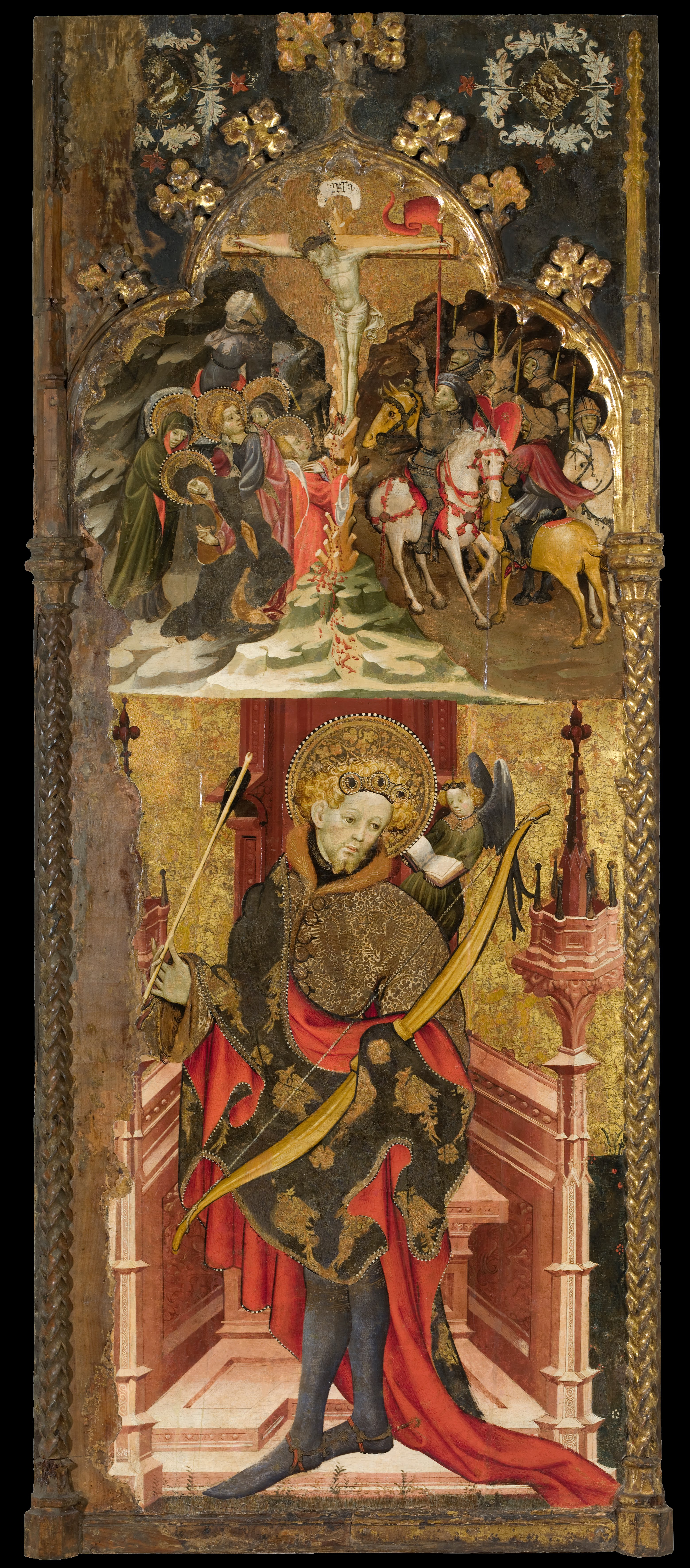
Sant Sebastián y Calvario, Museo Nacional de Arte de Cataluña, tabla procedente del refectorio de la Pia Almoina de Barcelona

Joan Mates, nacido alrededor de 1370 en Villafranca del Panadés y muerto en 1431 en Barcelona, fue un pintor español de estilo gótico internacional.

## Biografía
Procedente de Villafranca del Panadés, en 1390 se estableció en Barcelona en el taller de Pere Serra, con quien tuvo una larga relación y colaboración. Juntos trabajaron en el retablo de la Virgen con los Santos de Siracusa (1400) y cuando se produjo el fallecimiento de su maestro, recuperó otros encargos suyos, como el del retablo de la Anunciación para la iglesia de San Francesco de Stampace de Cagliari (Cerdeña), realizado entre los años 1406 y 1410, conservado en la actualidad en la Pinacoteca Nazionale.
Tuvo buena relación con altos cargos de la iglesia y la nobleza catalana y con mecenas como las familias Cabrera, Cervelló, Queralt o Foix. Realizó diversos encargos destinados para diferentes partes de Aragón y Cataluña, como el retablo de San Jaime de Vallespinosa (1406-1410), patrocinado por la familia Cervelló, que se encuentra en el Museo Diocesano de Tarragona.
Para la catedral de Barcelona, se le encargó el gran retablo de San Ambrosio y San Martín de Tours. Para la Pia Almoina, el de San Sebastián, guardado en el Museo Nacional de Arte de Cataluña, ejecutado en 1431 en los límites finales de su producción.
Joan Mates estableció un activo taller en el que tuvo como principales colaboradores a su hijastro Francesc Oliva y a su hijo Bernat Mates (documentado entre 1425 y 1462). El temprano fallecimiento del primero y el escaso talento artístico del segundo provocaron la desaparición del negocio familiar poco después de la muerte del patriarca (1431).
Además de Bernat, se tiene constancia de otro hijo, Jorge Mates, quien entró a formar parte del taller de Jaume Huguet en 1469 como aprendiz.